# Стратостат

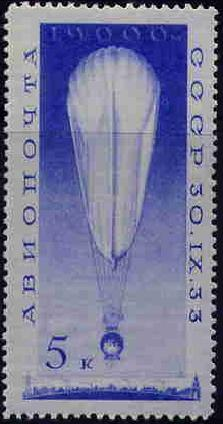
Поштова марка із зображенням стратостата «СРСР-1»

Стратоста́т (стратосферний аеростат) — вільний аеростат, призначений для польотів у стратосферу, тобто на висоту понад 11 км. Стратостати, призначені для підйому тільки до нижніх шарів стратосфери, називаються субстратостатами.
Стратостат — це повітряна куля, але до неї прикріплена не відкрита корзина, а щільно закрита з усіх боків гондола. На великій висоті повітря містить дуже мало кисню і людина може задихнутись. У гондолі люди дихають таким самим повітрям як на землі, а склад його підтримується особливими апаратами.
У гондолі поміщають радіо для зв'язку з людьми, що перебувають на землі, прилади для наукових спостережень.
Перший в світі стратостат сконструював і побудував видатний швейцарський вчений Огюст Піккар, який планував використовувати його для дослідження космічних променів. Стратостат був обладнаний сферичною герметичною гондолою з алюмінію, яка захищала екіпаж від непридатних для життя умов стратосфери. Проєктування та створення гондоли було здійснено в 1930 році за підтримки бельгійської організації Fonds National de la Recherche Scientifique (FNRS), на її честь і був названий стратостат — «FNRS-1». В першому польоті цей стратостат піднявся на висоту 15,785 м.
В СРСР на стратостатах піднімались на висоту до 22 км.

## Проєкт «Red Bull Stratos»
14 жовтня 2012 року Фелікс Баумгартнер, піднявшись на стратостаті на висоту близько 39 068 метрів, здійснив вдалий стрибок з парашутом з висоти 39 045 метрів. Політ тривав близько десяти хвилин, із них п’ять парашутист перебував у вільному падінні, а на висоті 1,5 кілометра над Землею розкрив парашут. Максимальна швидкість у падінні становила 1 тис. 342 кілометри і перевищила швидкість звуку (близько 1 тис. 100 км/год). Австрієць став першим в історії парашутистом, якому вдалося подолати звуковий бар'єр. 
Раніше Фелікс Баумгартнер зробив два підготовчі (тестові) стрибки: 15 березня 2012 року — з висоти 21 818 метрів (під час стрибка він провів близько трьох хвилин і 43 секунд у вільному падінні, досягнувши швидкості понад 580 км/год, до відкриття парашута; загалом, стрибок тривав близько восьми хвилин та восьми секунд), а 25 липня 2012 року — з висоти 29 460 метрів.